# Lola Urban-Kneidinger

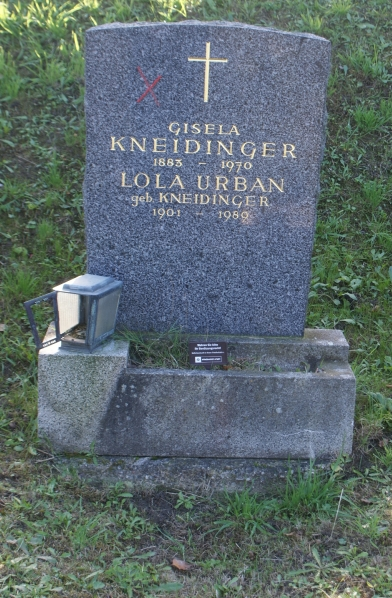
Grabstätte von Lola Urban-Kneidinger

Lola Urban-Kneidinger, teilweise auch lediglich Lola Kneidinger, (* 13. Januar 1901; † 19. Juli 1989) war eine deutsche Schauspielerin.

## Leben
Besonders aktiv war sie als Filmschauspielerin in den 1920er und 1950er Jahren. Mit 19 Jahren hatte sie eine tragende Rolle in dem Stummfilm von Richard Oswald Das vierte Gebot (auch Martin Schalanters letzter Gang. Eine Elterntragödie). Bis 1923 spielte sie dann noch in mehreren Produktionen. Erst 1953 setzte sie ihre Schauspielkarriere in einem Film von E. W. Emo fort, erhielt meist jedoch Nebenrollen. Zuletzt war sie in einer Romanverfilmung von Muriel Sparks Die Ballade von Peckham Rye 1966 im Fernsehen zu sehen.
Ihre Grabstätte befindet sich auf dem Neustifter Friedhof (Gr. 15. R. 2, Nr. 16) in Wien.

## Filmografie
- 1919: Der Roman eines Wiener Blumenmädels
- 1920: Das vierte Gebot
- 1920: Anita
- 1920: Freut Euch des Lebens
- 1920: Junggesellenwirtschaft
- 1921: Der glitzernde Fluch
- 1921: Los vom Mann; Die tolle Miß
- 1922: Der Lumpensammler von Paris
- 1922: Die schwarze Lou
- 1923: Knock-out!
- 1923: Hoffmanns Erzählungen
- 1953: Wirbel um Irene (Irene in Nöten)
- 1955: Die Sennerin von St. Kathrein
- 1955: Ihr erstes Rendezvous
- 1957: Jungfrauenkrieg
- 1958: Arzt ohne Examen (1958)
- 1959: Wenn die Glocken hell erklingen
- 1959: Wenn das mein großer Bruder wüßte!
- 1966: Die Ballade von Peckham Rye